# Louis Boucoiran (haut fonctionnaire)
Pour les articles homonymes, voir Boucoiran.
Pour l'essayiste, voir Louis Boucoiran.
Ne doit pas être confondu avec Henri Boucoiran.
Louis Boucoiran, né le 23 février 1886 à Nîmes et mort le 4 mai 1968 à Bordeaux, est un haut fonctionnaire français.

## Biographie
Fils de Jules Boucoiran, secrétaire général de la ville de Nîmes, issu d'une importante famille protestante de la ville, Louis Maurice Casimir Boucoiran naît le 23 février 1886 à Nîmes.
Docteur en droit, il fait ses débuts comme avocat à la Cour d'appel de Nîmes. Entré dans la carrière préfectorale, il obtient son premier poste de préfet en 1937, alors qu'il était le plus vieux sous-préfet de France : il est affecté dans le Tarn-et-Garonne. Passé dans la Meuse en 1941, il est ensuite préfet délégué de la Gironde jusqu'en 1943. Bien que républicain de gauche à l'origine, il sert le régime de Vichy ; mais jugé « velléitaire » et « timide », il laisse le champ libre à Maurice Papon, le secrétaire général de la préfecture, qui sera plus tard condamné pour crimes contre l'humanité.
À la Libération, il a à subir l'Épuration : placé en résidence surveillée et interdit de séjour en Gironde, il est ensuite incarcéré durant cinq mois au château du Hâ, puis astreint à résidence à Sauzet à partir de février 1945 ; il est cependant libéré sans jamais être condamné, mais en étant placé d'office à la retraite, le 30 avril 1945.

## Décoration
- Titulaire de la Légion d'honneur[4].